# Floda distrikt, Södermanland
Floda distrikt är ett distrikt i Katrineholms kommun och Södermanlands län. 
Distriktet ligger nordost om Katrineholm. 

## Tidigare administrativ tillhörighet
Distriktet inrättades 2016 och utgörs av socknen Floda i Katrineholms kommun.
Området motsvarar den omfattning Floda församling hade vid årsskiftet 1999/2000.